# Tag (code)
Pour les articles homonymes, voir Tag.
Un Tag, parfois nommé improprement Flashcode (format uniquement français), est un code-barres bidimensionnel utilisant une symbologie telle que Code QR, DataMatrix, Code Aztec, Code One, etc. Il est ainsi nommé pour certaines applications de téléphonie mobile.

## Applications
Les tags peuvent être lus par la fonction appareil photo de certains téléphones mobiles. Une fois qu'il a détecté un tag, le téléphone mobile lance un navigateur web mobile, se connecte sur un site distant où l'utilisateur trouvera des informations complémentaires en texte, audio, ou même vidéo.  Cette technologie suppose que l'utilisateur ait, au préalable, téléchargé un logiciel de lecture de tag ou qu'il dispose d'un téléphone qui l'intègre déjà.
Les tags peuvent également être lus à l'aide d'une webcam et d'un programme adéquat (ou depuis un site internet).

## Symbologies
- Code One,
- DataMatrix,
- Code QR,
- MaxiCode,
- Code Aztec,
- Le bokode, expérimental, prévu pour contenir beaucoup plus d’information que les autres codes-barres tout en étant bien plus petit,
- etc.